# Салангана каролінська
Саланга́на каролінська (Aerodramus inquietus) — вид серпокрильцеподібних птахів родини серпокрильцевих (Apodidae). Ендемік Федеративних Штатів Мікронезії.

## Підвиди
Виділяють три підвиди:

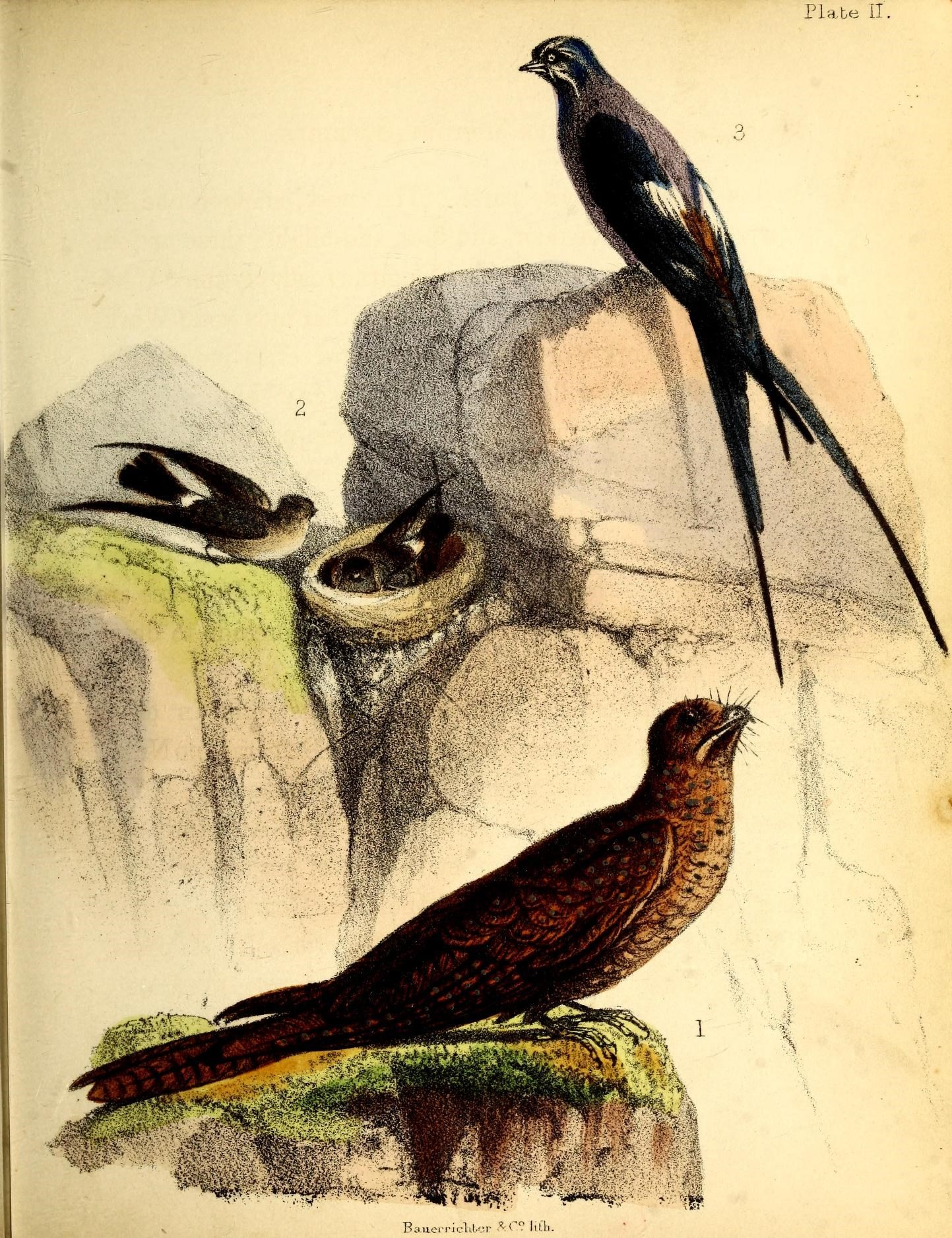
Каролінські салангани

- A. i. rukensis (Kuroda, Nm, 1915) — острови Яп і Чуук;
- A. i. ponapensis (Mayr, 1935) — острів Понпеї[en];
- A. i. inquietus (Kittlitz, 1858) — острів Косрае.

## Поширення і екологія
Каролінські салангани мешкають на Каролінських островах в західній частині Тихого океану, в Мікронезії. Вони живуть переважно у вологих тропічних лісах. Гніздяться в печерах. Живляться комахами, яких ловлять в польоті.